# UTC−2:30
| Ora standard (tot anul) Ora standard (iarna din emisfera nordică) Ora standard (iarna din emisfera sudică) | Regiune maritimă în acest fus orar Ora de vară (vara din emisfera nordică) Ora de vară (vara din emisfera sudică) |

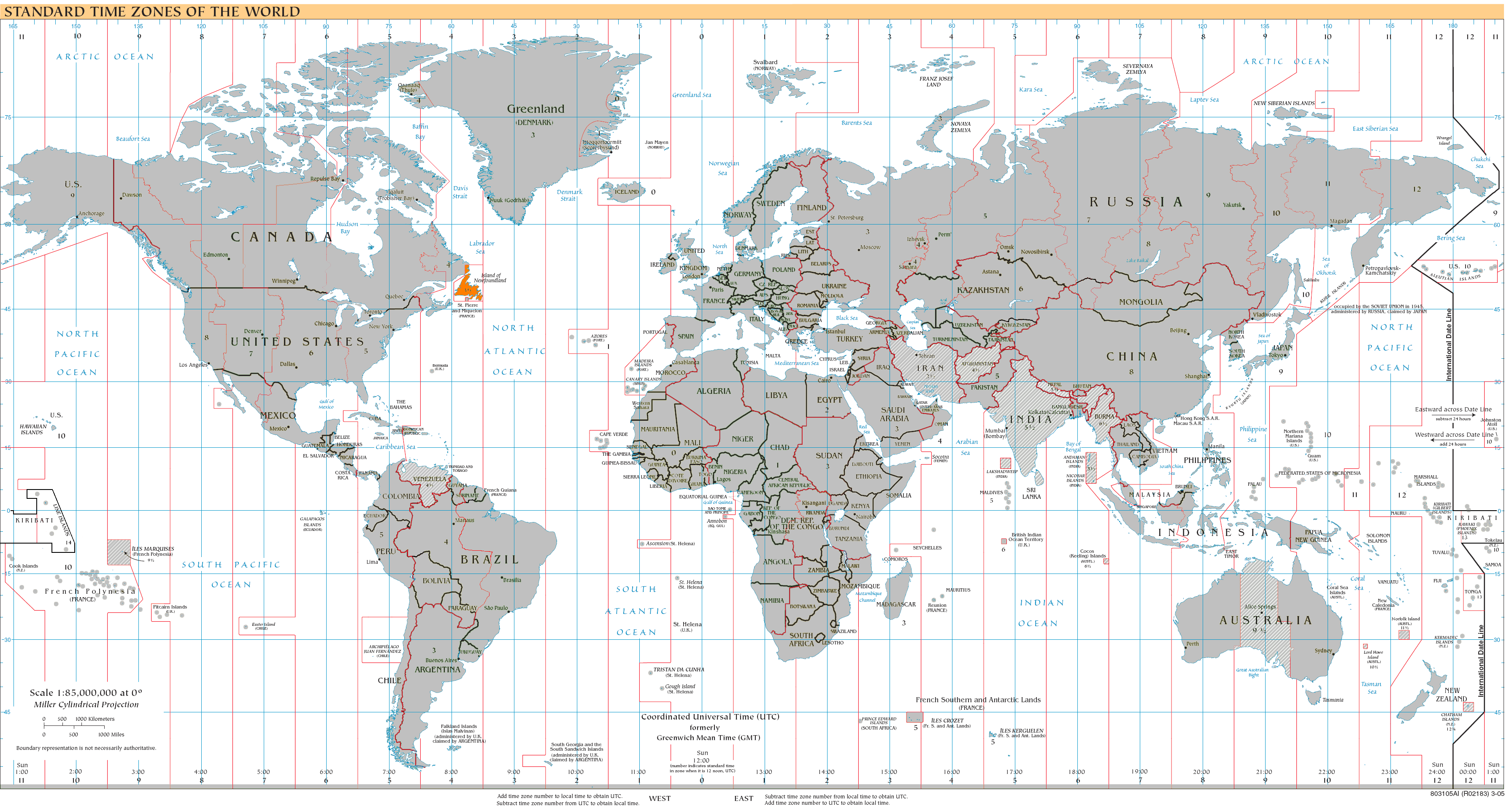
Utilizarea fusului orar UTC−2:30:

UTC−2:30 este un fus orar aflat cu 2 ore și 30 minute după UTC. UTC−2:30 este folosit în următoarele țări și teritorii:

## Ora standard (vara din emisfera nordică)
- Canada
  -  Newfoundland și Labrador[1]
    - Labrador (sud-estul)
    - Terranova (Newfoundland)

În iarna Terranova și sud-estul de Labrador folosesc fusul orar UTC−3:30, așa că nu există nici o regiune pe lume cara folosește acest fus orar pentru iarna din emisfera nordică. UTC−2:30 este denumită Newfoundland Standard Time Zone (NT) pentru timpul de vara.